# اسماعیل‌آباد (فردوس)
اسماعیل‌آباد یک روستا در ایران است که در بخش فردوس شهرستان رفسنجان واقع شده‌است. اسماعیل‌آباد ۳٬۰۳۴ نفر جمعیت دارد.